# Ottawa (rivier)
De Ottawa is de rivier waarnaar de hoofdstad van Canada Ottawa vernoemd is. De rivier stroomt dan ook door Ottawa richting Montreal om daar in de Saint Lawrencerivier uit te monden. Ze ontspringt in het noorden van Ontario en vormt daar bijna de gehele noordoostgrens.
De monding van de Ottawa in de Saint-Lawrence is een rivierdelta waaruit de Hochelaga-eilandengroep is gevormd en waar vanuit het Lac des Deux Montagnes de afwatering van de Ottawa gebeurt langs vier riviertakken, twee daarvan worden de Ottawa zelf genoemd, de andere zijn de Rivière des Prairies en de Rivière des Mille Îles.
- Biblioteca Nacional de España: XX6419907
- Bibliothèque nationale de France: cb15360763f (data)
- Gemeinsame Normdatei: 4301285-1
- Nationale Bibliotheek van Israël: 987007553472405171
- Virtual International Authority File: 170282454
- WorldCat: E39PBJxhrrHpR4MQRPjCRcwKVC